# Серпоклювые райские птицы
Серпоклювые райские птицы (лат. Drepanornis) — род воробьинообразных птиц из семейства райских птиц (Paradisaeidae). Обитают в лесах Новой Гвинеи. У них длинные изогнутые серповидные клювы и коричневое оперение. В состав рода включают два вида.
Этот род иногда считают подродом Epimachus, но два представителя Drepanornis имеют гораздо более короткий хвост, а их половой диморфизм менее выражен.

## Виды
- Drepanornis albertisi — Желтохвостая серпоклювая райская птицаtypus[5]
- Drepanornis bruijnii — Белоклювая серпоклювая райская птица